# Радіоізотопні густиноміри

Рис. 1.

Радіоізотопний густиномір. Це найбільш технологічні густиноміри, що визначають густину середовища безпосередньо в трубопроводі.
Основний недолік — невисока точність вимірювання, особливо для пульп з малою густиною твердої фази, наприклад, вугільних.
Робота основана на залежності поглинання радіоактивних випромінювань від густини пульпи (рис.).
Для жорсткого гамма-випромінювання масовий коефіцієнт послаблення практично не залежить від складу твердої фази пульпи. У цих густиномірів чутливій елемент не вводиться в середину досліджуваної рідини. Вимірювання густини рідини за допомогою гама-променів можливе за поглинанням випромінювання досліджуваним середовищем або за розсіюванням випромінювання досліджуваною рідиною.
На рудних збагачувальних фабриках експлуатуються густиноміри типу ПР-1027М і
ПР-1028. Похибка вимірювання цих густиномірів на мідних і залізорудних збагачувальних фабриках становить ± 2 %.
Густиноміри радіоізотопні доцільно застосовувати для вимірювання густини агресивних або дуже в'язких рідин, пульп і рідин, які знаходяться під великим тиском або мають високу температуру, тобто у тих випадках, коли інші прилади практично непридатні.

## Компенсаційний радіоактивний густиномір

Білецький В. С.

Блок-схема компенсаційного радіоактивного густиноміра наведена на рис. 2.
Прилад оснований на поглинанні прямого пучка гама-випромінювання при проходженні його скрізь рідину. Джерело випромінювання — кобальт-60 з періодом напіврозпаду більше 5 років.
Перевага приладу полягає у тому, що компенсаційний принцип вимірювання здійснюється за допомогою одного джерела і одного приймача випромінювання. Радіоактивний ізотоп розміщений на обертовому диску так, що потік гама-випромінювання направляється на один і той же лічильник поперемінно через досліджуване середовище і через компенсаційний клин. Підсилений сигнал розбалансу управляє переміщенням компенсаційного клина, яке пропорційне зміні густини рідини. Клин переміщується доти інтенсивність випромінювання, що пройшло через нього, на стане рівною випромінювання, яке пройшло через шар рідини.
Відлік показання приладу здійснюється по покажчику зв'язаному з клином. Переміщення клина передаються на вторинний прилад допомогою індуктивного перетворювача.
Діапазон вимірювань 250—500 кг/м3 в інтервалі 500—2500 кг/м3; гранична погрішність показань від ± 0,5 до ± 2 % верхньої границі вимірювань.